# 카나오 테츠오
카나오 테츠오( 일본어: 金尾 哲夫 かなお てつお[*]/Tetsuo Kanao, 1953년 9월 29일 ~ )는 일본의 남자 성우 겸 배우다. 극단 스바루 소속에다가 도쿄 도 출신이다. 성인 '카나오'를 '카네오'로 읽히기도 해서 보는 사람으로 하여금 헷갈리게 만들기도 한다. 주로 미노년과 신사를 주로 맡는다. 사진에서 보이듯이 본인또한 상당히 정정한 노신사다. 결혼도 했지만 아이는 없다고 한다. 그 전까지는 조연이나 단역을 맡은 게 대부분이지만 첫 주역으로 어느 사이코 외계인을 맡게 되며 이름이 알려졌다. 다만 가면라이더 빌드의 에볼토(블러드 스타크, 가면라이더 에볼)를 맡게 된다.   

## 출연작

### TV 애니메이션
- 불꽃 소방대 2장 - 장관